# پشته هووار

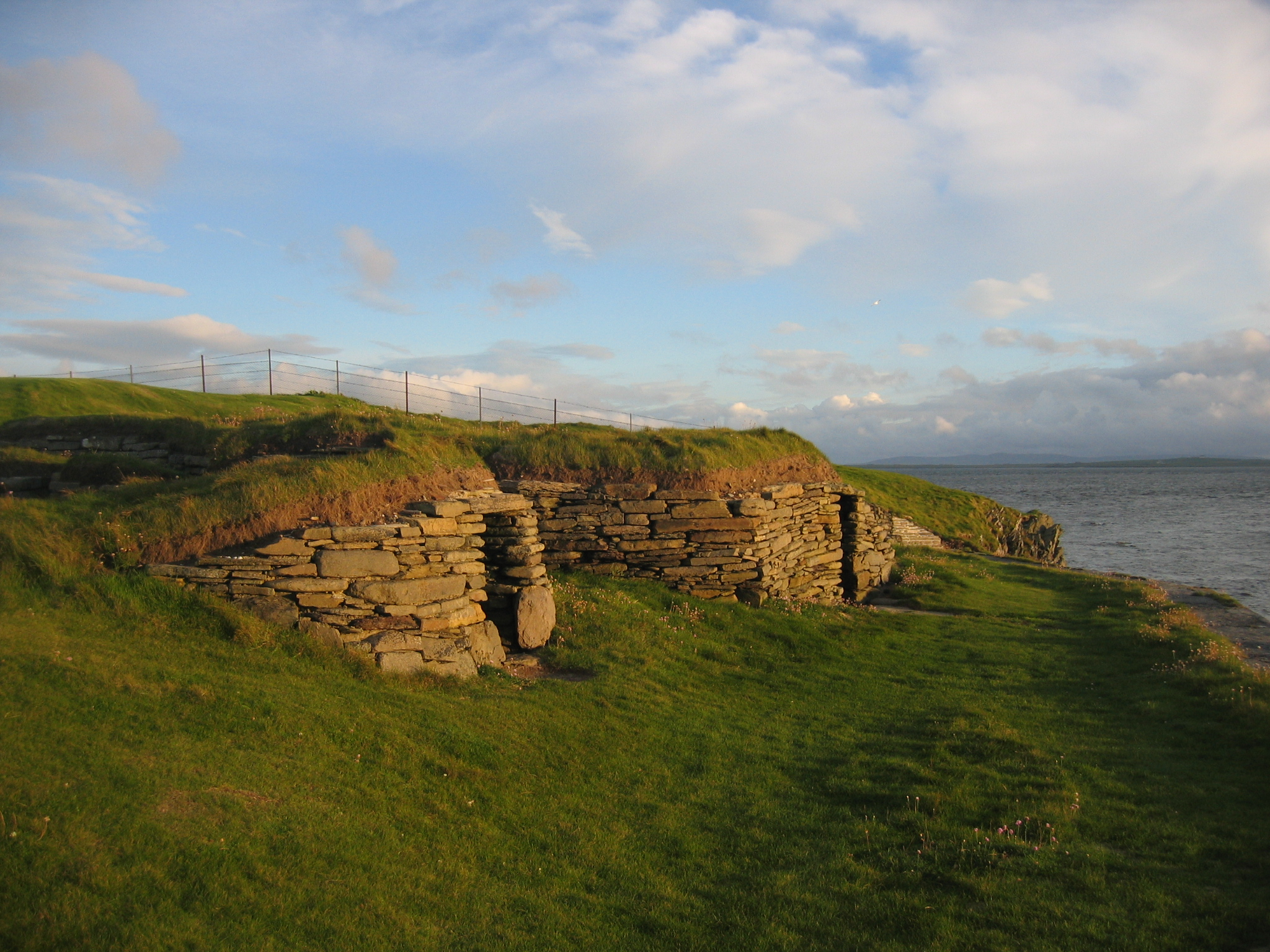
نمای سازه

پشتهٔ هَوْوار (انگلیسی: Knap of Howar) مزرعه‌ای از دوران نوسنگی است در جزیرهٔ پاپا وسترای در اورکنی اسکاتلند که قدیمی‌ترین خانهٔ سنگی در شمال اروپا محسوب می‌شود. تاریخ‌گذاری رادیو کربن زمان ساخته شدن این اثر را بین سال‌های ۳۷۰۰ پ. م؛ و ۲۸۰۰ پ.م. تخمین می‌زند.